# Lista de regiões do Canadá

## Regiões nacionais
Províncias e territórios normalmente são agrupados nas seguintes regiões (geralmente de oeste para leste):
| Oeste do Canadá         |                         |                         | Columbia Britânica       |
| Oeste do Canadá         | Pradarias               | Pradarias               | Alberta                  |
| Oeste do Canadá         | Pradarias               | Pradarias               | Saskatchewan             |
| Oeste do Canadá         | Pradarias               | Pradarias               | Manitoba                 |
| Canadá Oriental         | Centro do Canadá        | Centro do Canadá        | Ontário                  |
| Canadá Oriental         | Centro do Canadá        | Centro do Canadá        | Quebec                   |
| Canadá Oriental         | Atlânticas do Canadá    | Marítimas               | Nova Brunswick           |
| Canadá Oriental         | Atlânticas do Canadá    | Marítimas               | Ilha do Príncipe Eduardo |
| Canadá Oriental         | Atlânticas do Canadá    | Marítimas               | Nova Escócia             |
| Canadá Oriental         | Atlânticas do Canadá    | Terra Nova e Labrador   |                          |
| Extremo norte canadense | Extremo norte canadense | Extremo norte canadense | Yukon                    |
| Extremo norte canadense | Extremo norte canadense | Extremo norte canadense | Territórios do Noroeste  |
| Extremo norte canadense | Extremo norte canadense | Extremo norte canadense | Nunavut                  |

Outras regiões são:
- Canadá inglesa, por vezes conhecido como o Resto do Canadá (excluindo Quebec), quando se analisam questões de língua
- Franco-canadianos
- Canadá Pacífico
- Acádia
- Corredor Quebec-Windsor
- Quatro cantos

Lugares no Senado, são divididos igualmente entre as quatro regiões: Marítimas, Quebec, Ontário, e a Ocidente, com estatuto especial para a Terra Nova e o Norte.

## Regiões provinciais
As províncias e territórios são todos os subdivididos em regiões para uma variedade de fins oficiais e não oficiais. Em algumas províncias, as regiões foram oficialmente definidas pelos respectivos governos. Em outras, as "regiões" não têm qualquer estatuto oficial.

### Alberta
- Região Norte de Alberta
  - País da Paz
- Região das Montanhas Rochosas de Alberta
- Região Sul de Alberta
  - Colinas de Cypress
  - Triângulo de Palliser
- Região de Calgary
- Região da Capital Edmonton
- Região Central de Alberta
  - Corredor Calgary–Edmonton

### Columbia Britânica
- British Columbia Interior
  - Atlin District
  - Stikine Country
  - Peace River Country
  - Nechako
  - Bulkley
  - Cariboo
    - Interlakes
    - Fraser Canyon

  - Chilcotin
  - Omineca-Prince George
  - Robson Valley
  - Kootenays
    - Slocan
    - Arrow Lakes

  - Okanagan
  - Boundary
  - Similkameen
  - Thompson
    - Nicola
    - Bonaparte
    - Wells Grey-Clearwater

  - Shuswap
  - Columbia Country
    - Columbia Valley

  - Lillooet-Fraser Canyon
    - Bridge River Country
- South Coast
  - Lower Mainland
    - Greater Vancouver
    - Fraser Valley

  - Sea to Sky Country
  - Gulf Islands
  - Sunshine Coast
  - Vancouver Island
    - Greater Victoria
- Central Coast
  - Queen Charlotte Strait
- North Coast
  - Queen Charlotte Islands
  - Skeena
  - Nass

### Manitoba
- Northern
- Interlake
- Central Plains
- Eastman
- Westman
- Winnipeg Capital Region
- Parkland
- Pembina Valley

### Nova Brunswick
- Acadian Peninsula
- North Shore
- Gulf Shore
- Fundy Shore
- Fundy Isles
- Kennebacasis River Valley
- Republic of Madawaska
- Miramichi Valley
- St. John Valley
- Tantramar
- Metro Moncton
- Greater Saint John
- Greater Fredericton

### Newfoundland and Labrador
- Labrador
  - Labrador West
  - Labrador Coast
  - Nunatsiavut
- Newfoundland
  - Avalon Peninsula
  - Burin Peninsula
  - Bonavista Peninsula
  - South Coast
  - West Coast
    - Bay of Islands
      - South Shore Bay of Islands
      - North Shore Bay of Islands
      - Corner Brook

    - Bonne Bay
    - Gros Morne
    - Port au Port Peninsula

  - Great Northern Peninsula
    - White Bay

  - Costa do Nordeste
  - Ilha do Fogo

### Territórios do Noroeste
ver também: Lista de regiões do Território do Norte
- Divisão de recenseamentos[1]
  - Região de Fort Smith
  - Região de Inuvik
- Divisões administrativas do Governo dos Territórios do Noroeste[2]
  - Região de Inuvik
  - Região de Sahtu
  - Região de Dehcho
  - Região de North Slave
  - Região de South Slave

### Nova Escócia
- Cape Breton Island
  - Industrial Cape Breton
  - Cape Breton Regional Municipality (CBRM)
  - Strait of Canso Area
- South Shore
- Eastern Shore
- Halifax Regional Municipality (HRM)
- Musquodoboit Valley
- North Shore
- Central Nova Scotia
- Northern Nova Scotia
- Annapolis Valley

### Nunavut
see also: List of regions of Nunavut
- Kitikmeot Region
- Kivalliq Region
- Qikiqtaaluk Region

### Ontório
- Northern Ontario
  - Northwestern Ontario
  - Northeastern Ontario
    - Nickel Belt
- Southern Ontario
  - Southwestern Ontario
    - Georgian Triangle
      - Bruce Peninsula

  - Golden Horseshoe
    - Greater Toronto Area
    - Niagara Peninsula

  - Central Ontario
    - Kawartha Lakes
    - Muskoka
    - Haliburton
    - Bay of Quinte

  - Eastern Ontario
    - Ottawa Valley
    - National Capital Region
    - Thousand Islands
    - Upper Ottawa Valley

### Ilha do Príncipe Eduardo
- North Shore
- South Shore
- West Prince
- East Prince/Summerside Area
- Queens
- Charlottetown Area
- Kings

### Quebec
- Eastern Townships
- Montérégie
- Laurentian Mountains
- Greater Montreal Area
- Northern Quebec
- Outaouais
- Greater Quebec City Area
- Saguenay
- Sud-de-Saint-Laurent
- Eastern Quebec
- Gaspésie
- Côte-Nord
- Île Jésus
- Ilha de Montreal
- Île Perrot
- Île d'Orléans
- Île-Bizard (Quebec)
- Ilha Anticosti
- Ilhas Magdalen

### Saskatchewan
- Carlton Trail Region
- East Central Saskatchewan
- Northern Saskatchewan
- Greater Regina Area
- Greater Saskatoon Area
- Southeastern Saskatchewan
- Southwestern Saskatchewan
  - Palliser's Triangle
  - Coteau Hills
  - Cypress Hills
- West Central Saskatchewan
- Lakeland (região)

### Yukon
- Klondike